# 相聚一刻
《相聚一刻》是日本漫畫家高橋留美子創作的日本漫畫作品，於小學館青年漫画雜誌《Big Comic Spirits》1980年11月号（創刊号）到1987年19号連載，單行本全15卷。「めぞん」是法語「Maison」的音譯，是「屋」或「館」的意思。
後來改編電視動畫於1986年3月26日開播，全96話。當電視動畫播至第27話，製作班底便來個大變身，劇本交付由《我係小忌廉》而大放異彩的伊藤和典接手，人物設計方面則由森山雄治改為曾擔任魔法小天使 、機動警察及橙路人物設計的高田明美（這也是後來有人常把音無響子與《橙路》鮎川圓相較的原因之一）。這也是高田明美為高橋留美子作品動畫化的第二彈，第一彈是福星小子。除人物樣貌、行為有變，最令人驚喜是整套動畫的風格趨向平實，由輕快諧趣轉成著墨主角心路歷程的變化，仔細又多元化的感情描述，成功轉型成為經典之作。

## 故事大綱
本作的劇情主要描述一刻館房客、大學落榜生五代裕作和年輕守寡的管理員音無響子，及其他房客之間的互動生活。

### 早期
一年前，響子在丈夫惣一郎去世後，心中留下了一個解不開的心結，為此管理一刻館的公公向她推薦管理員這份工作，並希望響子能夠一片低谷的陰影中走出來。因此開始擔任常駐管理員的響子，也邂逅了大學落榜生五代和其他的房客，在忙碌生活的期間，雖然響子明白五代對自己的好感，然而因對亡夫念念不忘，因此不知該如何做出回應。另外其他房客時常衝進五代的房間開宴會，加上被誤認成五代女友的七尾梢出現，也令五代的生活更顯得忙碌起來，響子雖然表面上不說，但始終對五代和小梢之間的關係耿耿於懷。另一邊，響子在一之瀨的介紹下，加入主婦網球俱樂部，結識了家境優渥且體能卓越的三鷹瞬教練，因此五代與三鷹也宣告互為情敵。

### 中期
經歷了長達六年的時間，五代和響子在一刻館一同經歷過多次誤會和危機，而大學畢業並經歷過多次求職機會的五代，在眾人的協助下找到真正適合自己的職業──幼稚園老師，而不擅長與狗相處的三鷹則因家人的聯誼而與一名愛狗千金明日菜結識，後來誤會而向她求婚，儘管與五代和三鷹的三角戀持續了一段時間，但響子逐漸嘗試面對自己對五代的真實感情。然而擦肩而過的關係還在繼續，最後在對五代抱有戀慕之心的女高中生八神逼迫下，使排徊不定的響子終於正視這期間對待五代的感情。五代最後也和小梢化解誤會，兩人和平結束彼此的關係，響子也與五代坦白了自己的感受。

### 後期
在嫁給五代之前，響子決定將亡夫惣一郎的遺物歸還給公公，但響子還以為五代依然介意自己還愛著前夫的事實，後來響子則往惣一郎的墳墓報告遺物的歸還時，但碰巧看見了五代祭拜亡夫，並聽見墓碑前的獨白，原來五代早已接受在響子心中佔有重大地位的惣一郎，並希望因此能將惣一郎與響子一同娶回家，因為他所愛的就是那樣的響子，而響子最後勇敢地正式接受五代的愛情，並與他結為連理。儘管五代強調不必歸還惣一郎的遺物，但響子則堅決地說：「沒關係，這樣就行了。能夠遇見你，真是太好了。」

### 結局
次年春天，五代和響子兩人生下一個健康的女嬰──春香，五代和響子一家人依舊居住在一刻館，畢竟這裡是兩人第一次見面的地方。

## 場所
時計坂的原型是西武池袋缐的東久留米站。

## 登場人物
主要角色的姓氏中都含有數字：音無、一之瀨、二階堂、三鷹、四谷、五代、六本木、七尾、八神、九條、最後是響子的原姓－千草。
配音員（日本 / 香港TVB / 香港ATV/ 台灣）

### 一刻館房客
- 五代裕作（配音員：二又一成 / 黃健強 / 翟耀輝 / 魏伯勤）
本作男主角，一刻館五號房房客，1961年5月4日出生。
個性優柔寡斷，家人在故鄉新潟縣經營大眾食堂。故事開始的時候，他是剛高中畢業，移居東京準備重考的大學落榜生，後來考上了三流私立大學。在一刻館的幾年間，他不但遇到了理想伴侶和周圍的好朋友們，也在大學畢業後找到真正適合自己的職業──幼稚園老師，因此本作可說是他的成長故事。

- 音無響子 / 五代響子（配音員：島本須美 / 林元春 / 王夢華 / 李宛鳳）
本作女主角，一刻館年輕貌美的管理員，1959年10月10日出生。
本姓千草，高中時代便愛上了自己的地理老師音無惣一郎，並在不顧父母反對下與惣一郎結婚，然而結婚僅不足半年，丈夫就因車禍去世，因此惣一郎的去世在她心中留下了一個解不開的心結。
年輕美麗、性格堅強。對愛情相當認真，展現出剛強個性，在相處的過程中，對五代和三鷹的表示出的好感和暗示很明白，只是苦於不知該如何做出回應，並在不知不覺中喜歡上五代，還會為他跟其他女性感情要好而吃醋。其「註冊商標」是小雞圍裙與掃把。最後勇敢地接受五代的愛情與他結為連理，並生下一個健康的女嬰──春香。

- 一之瀨花枝 / 一之蘭（配音員：青木和代 / 區瑞華 / 龍德瓊）
- 一之瀨先生 / 一之蘭（配音員：矢田稔 / 周鸞）
- 一之瀨賢太郎（配音員：坂本千夏 / 周婉侶→蔡惠萍）
一之瀨一家是住在一刻館一號房房客。花枝可說是非常典型的歐巴桑，不但唯恐天下不亂，而且喜歡參加別人的聚會，還會大白天喝酒。賢太郎為其子，是個頑皮的小學生，喜捉弄五代。對母親的行為相當反感，卻又無能為力。花枝的丈夫在本作中雖有出場，但存在感近乎零，也沒名字，因此一般都通稱他一之瀨氏（一之瀨先生）。

- 二階堂望（配音員：堀川亮 ※在原作與劇場版中登場，電視版無此角）
一刻館二號房房客，大學生，家境殷實，起初搬來一刻館時曾與其他房客格格不入，後來逐漸融入，但在事件上的反應可謂遲鈍。

- 三越善三郎 （只在電視動畫版出現）（配音員：堀勝之祐 / 馮志潤）
一度住在一刻館三號房的房客，在電視動畫裡只出現四集，為動畫原創角色。

- 四谷（配音員：千葉繁 / 張炳強 / 梁志達→曾秉輝）
一刻館四號房房客，五代的鄰居，也是個謎樣角色，身份背景都是謎。曾用過「四谷菊千代」、「四谷劍之介」及「錢德勒四谷」等奇怪假名。平時多有騷擾五代的舉動，常從牆洞偷窺五代生活。

- 六本木朱美（配音員：三田友子 / 姚天麗 / 譚淑英）
一刻館六號房房客，在附近一家酒店「茶茶丸」當服務生。個性豪放潑辣，時常穿著內衣褲在公寓裡晃蕩，喜愛喝酒，也口無遮攔。

### 追求響子或五代的人
- 三鷹瞬（配音員：神谷明 / 林國雄 / 黃志成 / 官志宏）
響子的網球教練，1955年出生，畢業於一流大學，家境優渥且體能卓越，獨居一棟租金約20萬的豪華公寓，特色是牙齒經常白得閃閃發光。
熱烈追求響子，多次向對方求婚但都被拒絕，是五代的情敵。唯一弱點是害怕狗，一直設法克服，買來小狗麥肯諾並開始慢慢習慣，經過特訓終於克服。後來因誤會而和九條明日菜結婚，即使與明日菜結婚後，也繼續與五代和響子交往，並始終保持著對他們表示祝賀、鼓勵的話等成熟紳士的態度，在最後與明日菜共同養育雙胞胎女孩，同時第三個小孩也將出生。

- 七尾梢/ 須惠/ 小津江（配音員：富永美衣奈 / 袁淑珍）
在同一地方打工，也常邀五代約會的年輕女子，天真無邪且積極，常常不聽人把話說完，就陷入自己的內心世界。
通過在一家酒類商店的兼職工作認識了五代，此後經常被一刻館住戶當作五代的女友，而她似乎也不以為意，由於五代優柔寡斷的個性，自始至終從沒有否認過，也沒有承認過這段關係，而使常讓響子對她頗吃醋。大學畢業後，她靠著父親的關係在一家銀行找到工作。故事的結尾，因誤會五代而接受了同事的求婚，並決定五代和平分手。之後，她嫁給了同事（在動畫版中，她婚後改姓廣田）並定居名古屋過著幸福的新婚生活。

- 八神芽/ 吹雪（配音員：淵崎有里子 / 蔡惠萍）
五代在響子母校裡當實習老師時的學生，家境富裕，對五代抱有戀慕之心。知道響子和亡夫惣一郎是師生戀便效法她，對五代死纏爛打。
當來到一刻館的時候，立刻意識到五代和響子互相喜歡的事實，他將響子視為競爭對手，並對和響子依然拒絕承認她喜歡五代此事感到非常嫉妒和不滿，在結局中，她雖然成為了女大學生，然而依舊忘不了五代。

### 響子的親屬
- 惣一郎（犬）（配音員：千葉繁 / 梅欣）
響子的愛犬，是亡夫惣一郎在路上撿回來雜種狗。因響子在呼喚其夫時，這隻狗也連帶有反應，因此後來取名叫惣一郎。
「惣」是「總」的異體字。

- 音無惣一郎（配音員：田中秀幸 / 林國雄）
響子的亡夫，也是她的高中老師。他與響子萌生師生戀，在響子父母反對下與響子結婚，但是婚後沒多久就突然過世。由於故事一開始時他已過世，在回憶場面中都沒出現真正長相。響子對他始終念念不忘，因此也成五代最大的情敵。

- 音無老人（配音員：槐柳二 / 譚炳文→源家祥）
音無惣一郎之父，一刻館的主人，同時也是響子的公公。希望響子能夠跟音無家脱離關係，考慮再婚。

- 音無郁子（配音員：莊真由美 / 黃麗芳 / 李宛鳳）
音無老人的孫女，音無惣一郎的姪女，有點早熟，一見面就喜歡上五代，曾聘請五代當家庭老師。初中畢業後考上了第一志願的女子高中。

- 郁子之母（配音員：峰敦子）

- 千草律子（配音員：松島實 / 雷碧娜 / 徐愛貞）
響子母親，一直催響子脫離音無家的戶籍並趕快再婚。最後發現五代是響子鍾意的對象。

- 響子之父（配音員：富田耕生 / 周鸞）
被響子媽媽壓得死死的老爹，反對響子和惣一郎結婚，惣一郎死後亦反對響子再婚。

### 五代的親戚
- 五代由加利（緣）（配音員：京田尚子 / 林丹鳳 / 徐愛貞）
五代的祖母，一直支持五代追求響子。

- 五代家庭

除了祖母由加利，五代的父母則在新潟縣經營一家食堂。且有一名已經出嫁的姐姐。
- 五代母親（配音員：朝井良江）
- 五代父親（配音員：西村知道）

- 五代晶
五代的表妹。小時候是名皮膚黝黑，孩子氣的女孩，曾在他答應過要嫁給五代，但五代似乎已經忘記了這段約定。當他出現在因五代骨折住院的情節中時，晶已經成長為一個美麗的少女。他似乎很照顧它，但這只是為了與男友私奔而向家人做的偽裝手段。晶也出現在漫畫版最後一集中的婚禮上。並完全沒有出現在TV動畫版中。

### 其他登場角色
- 九條明日菜 / 三鷹明日菜（配音員：鶴弘美 / 樂蔚 / 吳小藝）
舊華族千金，個性靦腆。與三鷹相親認識。對他一見鍾情，甚至得了相思病，不過跟三鷹相反的是──她非常喜歡狗。後來和三鷹結婚。

- 坂本（配音員：古川登志夫 / 馮志潤 / 曾秉輝）
五代的大學同學。真野響子的忠實歌迷，所以給自己的貓也取名“響子”。

- 黑木小夜子（配音員：島津冴子）
五代大學時同年級的布袋戲社團同學。因為五代沒有參加社團，於是拉他加入布袋戲社團。畢業後在幼稚園工作，曾請五代到幼稚園幫忙，讓五代找到最適合自己走的路。

- 早乙女（配音員：大竹宏）
布袋戲社團的部長，五代和黑木的前輩。長相很嚇人，但人非常好。在五代加入社團前，是社團內唯一的男生。從學生時代就跟同社團的黒木交往，於1986年11月正式決定要結婚。

- 神坂（配音員：鷹森淑乃）
- 小泉（配音員：林原惠美）
五代大學時的布袋戲社團同學。

- 茶茶丸的老闆（配音員：若本规夫 / 譚炳文）
茶茶丸酒店老闆，據說他的名字就是茶茶丸，後來與朱美結婚。

- 麥肯諾（犬，名字來自名網球員）
三鷹為了克服弱點而養的雄性博美狗，和主人一樣，牙齒都會閃閃發光。因為讓明日菜的愛犬莎拉妲懷孕，這讓三鷹誤認為是自己讓明日菜懷孕，於是決定負起責任嚮明日菜求婚。

- 須惠之父（配音員：納谷六朗）
- 須惠之母（配音員：坪田章子）

- 七尾葉介（配音員：林原惠美）
七尾須惠的弟弟。

- 三鷹之父（配音員：神谷明）
- 三鷹之母（配音員：小宮和枝）

- 三鷹叔叔（配音員：天地麥人 / 源家祥）
銀行家。為了家族利益而撮合三鷹跟明日菜之間的政治婚姻。

- 三鷹妹妹
僅在照片中出現。因為響子要去參加她的婚禮，讓五代誤會響子要跟三鷹結婚而離家出走。

- 八神部長（配音員：兼本新吾 / 林保全）
八神吹雪的父親。大公司三友商事的人事部長。得知五代因為幫助暈倒的孕婦而錯過了面試後，改變了對五代的態度。但是因為五代根本沒有參加面試，沒有機會進入三友商事，為此女兒吹雪還跟他決裂離家出走，於是他只能出面給五代介紹工作。

- 八神之母（配音員：向殿麻美 / 方煥蘭）
總是站在吹雪一邊，對五代感覺很好。

- 九條之父（配音員：龜山助清）
- 九條之母（配音員：高島雅羅）

- 莎拉妲
明日菜的愛犬之一，雌性的博美狗。

- 小林（配音員：喜多川拓郎）
五代和坂本的補習班和大學同學。

- 白石衿子
僅在漫畫中出場。外表看起來很清純，實際上在高中時就跟男生有過親密關係。在迎新會上跟五代相識，好在響子及時趕到，五代險些被她帶進賓館。

- 彥雄（配音員：増岡弘）
- 三雄（配音員：龜山助清）

- 上荻（配音員：澤田敏子）
八神吹雪的級任老師，曾經也是響子的老師。

- 真理子
僅在漫畫中出場。內向又害羞，對實習老師五代一見鍾情，實際上是個花痴，會偷偷跟在任何一個男老師的後面。

- 悦子（配音員：室井深雪 / 孫明貞 ）
- 麻美（配音員：TARAKO）
- 敦子（配音員：林原惠美）
八神的朋友。

- 園長（配音員：龍田直樹）

- 恭子（漫畫）、今日子（動畫）（配音員：三田友子）

- 飯岡（配音員：富山敬）
“邦妮”俱樂部的宣傳部長，負責拉客。坂本高中時的學長，五代經由坂本的介紹來他那打工，對五代很照顧。

- 阿霞（配音員：小宮和枝）
公關小姐裏頭的名人。

- 太郎（配音員：林原惠）
- 花子
阿霞的的子女。

- 彩子（配音員：榊原良子 ）
- 彩子的丈夫（配音員：増岡弘）

- 阿弘（漫畫）、廣志（動畫）（配音員：佐藤正治）
朱美的前男友，因為喜歡上別的女人而跟朱美分手。動畫版中，分手後還想跟朱美複合，但朱美還是放棄了。

- 大口小夏
僅在漫畫中出場。非常愛講話，連男朋友都嫌她除了吃飯和接吻之外整天一直説個不停，是個不折不扣的美女。為了讓自己一個人冷靜一下，選擇在人煙稀少的北海道徒步旅行中偶遇五代。

- 鶴子
一之瀨先生曾經暗戀的女生。

- 原田優作（配音員：龜山助清 ）
動畫原創人物。荻西征信所的調查員（私家偵探），受九條家委託調查三鷹日常生活。

## 出版書籍
單行本
| 卷數 | 小學館        | 小學館             |
| 卷數 | 發售日期      | ISBN               |
| ---- | ------------- | ------------------ |
| 1    | 1982年5月1日  | ISBN 4-09-180451-9 |
| 2    | 1982年7月1日  | ISBN 4-09-180452-7 |
| 3    | 1983年5月1日  | ISBN 4-09-180453-5 |
| 4    | 1983年6月1日  | ISBN 4-09-180454-3 |
| 5    | 1984年1月1日  | ISBN 4-09-180455-1 |
| 6    | 1984年6月1日  | ISBN 4-09-180456-X |
| 7    | 1984年9月1日  | ISBN 4-09-180457-8 |
| 8    | 1985年2月1日  | ISBN 4-09-180458-6 |
| 9    | 1985年9月1日  | ISBN 4-09-180459-4 |
| 10   | 1986年5月1日  | ISBN 4-09-180460-8 |
| 11   | 1986年7月1日  | ISBN 4-09-180891-3 |
| 12   | 1986年10月1日 | ISBN 4-09-180892-1 |
| 13   | 1987年2月1日  | ISBN 4-09-180893-X |
| 14   | 1987年6月1日  | ISBN 4-09-180894-8 |
| 15   | 1987年7月1日  | ISBN 4-09-180895-6 |

廉價版 / 典藏版
| 卷數 | 小學館         | 小學館             | 尖端出版社     | 尖端出版社             |
| 卷數 | 發售日期       | ISBN               | 發售日期       | ISBN                   |
| ---- | -------------- | ------------------ | -------------- | ---------------------- |
| 1    | 1992年7月30日  | ISBN 4-09-183801-4 | 2019年10月14日 | ISBN 978-957-108-633-0 |
| 2    | 1992年8月29日  | ISBN 4-09-183802-2 | 2019年10月14日 | ISBN 978-957-108-634-7 |
| 3    | 1992年9月30日  | ISBN 4-09-183803-0 | 2019年10月14日 | ISBN 978-957-108-635-4 |
| 4    | 1992年10月30日 | ISBN 4-09-183804-9 | 2019年10月14日 | ISBN 978-957-108-636-1 |
| 5    | 1992年11月30日 | ISBN 4-09-183805-7 | 2019年10月14日 | ISBN 978-957-108-637-8 |
| 6    | 1992年12月19日 | ISBN 4-09-183806-5 | 2019年10月14日 | ISBN 978-957-108-638-5 |
| 7    | 1993年1月1日   | ISBN 4-09-183807-3 | 2019年10月14日 | ISBN 978-957-108-639-2 |
| 8    | 1993年2月27日  | ISBN 4-09-183808-1 | 2019年10月14日 | ISBN 978-957-108-640-8 |
| 9    | 1993年3月1日   | ISBN 4-09-183809-X | 2019年10月14日 | ISBN 978-957-108-641-5 |
| 10   | 1993年4月28日  | ISBN 4-09-183810-3 | 2019年10月14日 | ISBN 978-957-108-642-2 |

文庫版
| 卷數 | 小學館        | 小學館             |
| 卷數 | 發售日期      | ISBN               |
| ---- | ------------- | ------------------ |
| 1    | 1996年12月5日 | ISBN 4-09-192171-X |
| 2    | 1996年12月5日 | ISBN 4-09-192172-8 |
| 3    | 1997年1月17日 | ISBN 4-09-192173-6 |
| 4    | 1997年1月17日 | ISBN 4-09-192174-4 |
| 5    | 1997年2月15日 | ISBN 4-09-192175-2 |
| 6    | 1997年2月15日 | ISBN 4-09-192176-0 |
| 7    | 1997年3月15日 | ISBN 4-09-192177-9 |
| 8    | 1997年3月15日 | ISBN 4-09-192178-7 |
| 9    | 1997年4月17日 | ISBN 4-09-192179-5 |
| 10   | 1997年4月17日 | ISBN 4-09-192180-9 |

新裝版
| 卷數 | 小學館         | 小學館                 | 尖端出版社     | 尖端出版社           |
| 卷數 | 發售日期       | ISBN                   | 發售日期       | EAN                  |
| ---- | -------------- | ---------------------- | -------------- | -------------------- |
| 1    | 2007年4月27日  | ISBN 978-4-09-181265-0 | 2008年2月12日  | EAN 471-7702-21701-3 |
| 2    | 2007年4月27日  | ISBN 978-4-09-181266-7 | 2008年3月13日  | EAN 471-7702-21766-2 |
| 3    | 2007年4月27日  | ISBN 978-4-09-181267-4 | 2008年3月21日  | EAN 471-7702-21767-9 |
| 4    | 2007年5月30日  | ISBN 978-4-09-181268-1 | 2008年4月18日  | EAN 471-7702-21809-6 |
| 5    | 2007年5月30日  | ISBN 978-4-09-181269-8 | 2008年5月21日  | EAN 471-7702-21810-2 |
| 6    | 2007年6月29日  | ISBN 978-4-09-181270-4 | 2008年8月18日  | EAN 471-7702-21899-7 |
| 7    | 2007年6月29日  | ISBN 978-4-09-181272-8 | 2009年1月4日   | EAN 471-7702-21900-0 |
| 8    | 2007年7月30日  | ISBN 978-4-09-181273-5 | 2009年4月10日  | EAN 471-7702-21947-5 |
| 9    | 2007年7月30日  | ISBN 978-4-09-181274-2 | 2009年5月21日  | EAN 471-7702-21979-6 |
| 10   | 2007年8月30日  | ISBN 978-4-09-181275-9 | 2009年6月23日  | EAN 471-7702-22398-4 |
| 11   | 2007年8月30日  | ISBN 978-4-09-181276-6 | 2009年8月21日  | EAN 471-7702-22745-6 |
| 12   | 2007年9月28日  | ISBN 978-4-09-181277-3 | 2009年11月10日 | EAN 471-7702-22746-3 |
| 13   | 2007年9月28日  | ISBN 978-4-09-181278-0 | 2009年12月21日 | EAN 471-7702-22747-0 |
| 14   | 2007年10月30日 | ISBN 978-4-09-181279-7 | 2010年1月20日  | EAN 471-7702-22748-7 |
| 15   | 2007年10月30日 | ISBN 978-4-09-181280-3 | 2010年2月10日  | EAN 471-7702-22749-4 |

## 廣播劇
1984年，在NHK電台以全1回的單元廣播劇形式播放。
- 音無響子：岡本茉利
- 五代裕作：井上和彥
- 一之瀨花枝：加藤綠
- 四谷：屋良有作
- 六本木朱美：山田榮子
- 旁白：瀧口順平

## 電視動畫
1986年3月26日－1988年3月2日在日本富士電視網播出通常30分鐘的電視動畫，全96話。動畫由Kitty film承包（實質由STUDIO DEEN製作）。還有本作是接《福星小子》播出時段的動畫。
配音陣容除了主角五代與女主角響子的配音員2人之外，大多延續前作《福星小子》的陣容。

### 主題歌

#### 片頭曲
「（中文：悲傷你好）」（第1話－第23話、第25話－第37話）
主唱：齊藤由貴，作詞：森正和，作曲：玉置浩二，編曲：武部聰志
「Alone Again (Naturally)」（第24話）
主唱、作詞、作曲：Gilbert O'Sullivan、Musical Arrangement by Johnnie Spence
「（中文：喜歡你）」（第38話－第52話）
主唱：安全地帶，作詞：松井五郎，作曲：玉置浩二，編曲：星勝 & 安全地帶
「（中文：Sunny Shiny Morning）」（第53話－第76話）
主唱、作曲：松尾清憲，作詞：湯川麗子，編曲：白井良明
「（中文：向陽）」（第77話－第96話）
主唱、作詞、作曲：村下孝藏，編曲：水谷公生
香港版本
「相聚一刻」
作詞：潘偉源，作曲：奧金寶，主唱：陳松伶

#### 片尾曲
「（中文：明天會是晴天吧）」（第1話－第14話）
主唱、作曲：來生孝夫、作詞：來生悅子，編曲：星勝
「（中文：Shi Ne Ma）」（第15話－第23話、第25話－第33話）
主唱、作曲、編曲：PICASSO，作詞：大山潤子
「Get Down」（第24話）
主唱、作詞、作曲：Gilbert O'Sullivan，Music Director：Laurie Holloway
「（中文：Fantasy）」（第34話－第52話）
主唱、作曲、編曲：PICASSO，作詞：森正和
「（中文：再見的素描）」（第53話－第76話）
主唱：PICASSO，作詞：森正和，作曲、編曲：森英治
「（中文：Begin The Night）」（第77話－第96話）
主唱、作曲、編曲：PICASSO，作詞：來生悅子
配樂
《相聚一刻》的原聲配樂，亦是令《相聚一刻》動畫版更成功的素之一，前期的 杉山卓夫 ，以致後期的 川井憲次 ，編製的配樂都是悅耳動聽。如杉山為一刻館四季，編作的四季曲：「春」、「夏之雲」、「秋」及「冬」，一聽樂曲，便能感受一刻館的季節變化。
其配樂更經常被 TVB ATV 電視台自家製劇集內 以取用。

### 各話列表
※由於日本與香港兩地文化的差異，作品部份內容可能涉及敏感題材，因此在香港無綫電視在星期一至六早上暑假兒童時段播映首42集時，片中多處鏡頭遭到刪剪，直至第43集起改於逢週六上午播出，部分敏感題材始能播出。
| 話數 | 首播日期       | 日文標題 | 中文標題                                   | 劇本                | 分鏡       | 演出     | 作畫監督   |
| ---- | -------------- | -------- | ------------------------------------------ | ------------------- | ---------- | -------- | ---------- |
| 1    | 1986年 3月26日 |          | 各位久等了！我是音無響子!!                 | 土屋斗紀雄          | 山崎和男   | 山崎和男 | 河南正昭   |
| 2    | 4月2日         |          | 戀愛的火花閃閃！響子喜歡誰？               | 柳川茂              | 湯山邦彥   | 吉永尚之 | 服部圭子   |
| 3    | 4月9日         |          | 暗夜中心跳不已！和響子單獨相處             | 金春智子            | 鹿島典夫   | 関田修   | 音無龍之介 |
| 4    | 4月16日        |          | 響子緊張萬分？五代考試中                   | 武上純希            | 向後知一   | 向後知一 | 服部圭子   |
| 5    | 4月23日        |          | 響子焦慮不安！五代離家出走                 | 小西川博            | 古川順康   | 山崎和男 | 河南正昭   |
| 6    | 4月30日        |          | 春天的衝擊！響子的秘密!!                   | 土屋斗紀雄          | 山内重保   | 吉永尚之 | 土器手司   |
| 7    | 5月7日         |          | 五代煩惱不已！響子喜歡的人                 | 島田滿              | 小島多美子 | 向後知一 | 服部圭子   |
| 8    | 5月14日        |          | 五代激情吶喊 該做的時候還是要做！          | 武上純希            | 湯山邦彦   | 鈴木行   | 河南正昭   |
| 9    | 5月21日        |          | 神秘的網球教練是戀愛情敵！                 | 小西川博            | 吉永尚之   | 吉永尚之 | 音無龍之介 |
| 10   | 5月28日        |          | 海灘愛情恐慌！情敵討厭小狗!!               | 柳川茂              | 向後知一   | 向後知一 | 中嶋敦子   |
| 11   | 6月4日         |          | 賢太郎的初戀！只要有愛年齡不是問題         | 島田滿              | 山崎和男   | 鈴木行   | 土器手司   |
| 12   | 6月11日        |          | 愛情的危機！你明明說過愛我                 | 金春智子            | 小島多美子 | 關田修   | 服部圭子   |
| 13   | 6月18日        |          | 萬人迷的五代？當心桃色電話！               | 武上純希            | 吉永尚之   | 吉永尚之 | 河南正昭   |
| 14   | 6月25日        |          | 太好了五代！和響子首次約會                 | 島田滿              | 鈴木行     | 鈴木行   | 音無龍之介 |
| 15   | 7月2日         |          | 危險的兩人人偶劇！我已經不行了             | 金春智子            | 向後知一   | 向後知一 | 土器手司   |
| 16   | 7月9日         |          | 探病的衝擊！就算病倒也喜歡的人             | 柳川茂              | 小島多美子 | 關田修   | 服部圭子   |
| 17   | 7月16日        |          | 響子的初戀故事 總是在下雨天                | 島田滿              | 山崎和男   | 吉永尚之 | 河南正昭   |
| 18   | 7月23日        |          | 響子的禮物 咦！這個要送給我？              | 土屋斗紀雄          | 鈴木行     | 鈴木行   | 音無龍之介 |
| 19   | 7月30日        |          | 五代和響子！倆人的夜晚充滿危險             | 武上純希            | 向後知一   | 向後知一 | 土器手司   |
| 20   | 8月6日         |          | 響子焦慮不安？五代遲遲未歸之謎             | 金春智子            | 小島多美子 | 關田修   | 服部圭子   |
| 21   | 8月13日        |          | 五代危機！一刻館的小貓物語!!               | 小西川博            | 吉永尚之   | 吉永尚之 | 河南正昭   |
| 22   | 8月20日        |          | 五代深受打擊！響子的辭職宣言               | 武上純希            | 鈴木行     | 鈴木行   | 音無龍之介 |
| 23   | 8月27日        |          | 響子千鈞一髮！母親可怕的陰謀!!             | 武上純希            | 山崎和男   | 向後知一 | 中島敦子   |
| 24   | 9月3日         |          | 五代興奮不已！和小津江的初吻？             | 土屋斗紀雄          | 片山一良   | 吉永尚之 | 土器手司   |
| 25   | 9月10日        |          | 激鬥！五代對三鷹 求婚大作戰@@              | 柳川茂              | 小島多美子 | 關田修   | 服部圭子   |
| 26   | 9月17日        |          | 五代愕然！響子醋罈大爆發@@                 | 島田滿              | 山崎和男   | 山崎和男 | 音無龍之介 |
| 27   | 9月24日        |          | 惣一郎不見了？回憶是烤肉串的香味           | 伊藤和典            | 安濃高志   | 片山一良 | 河南正昭   |
| 28   | 10月1日        |          | 響子也嚇一跳 我是賢太郎的爸爸              | 小西川博            | 鈴木行     | 鈴木行   | 服部圭子   |
| 29   | 10月8日        |          | 亂糟糟的秋季廟會 和響子在水井中            | 伊藤和典            | 向後知一   | 向後知一 | 中嶋敦子   |
| 30   | 10月15日       |          | 咦！響子要結婚？五代含淚搬家               | 伊藤和典            | 吉永尚之   | 吉永尚之 | 河南正昭   |
| 31   | 10月22日       |          | 一刻館的醜聞 五代和女人同居？              | 伊藤和典            | 片山一良   | 片山一良 | 音無龍之介 |
| 32   | 10月29日       |          | 神秘的雞蛋？四谷的危險禮                   | 伊藤和典            | 小島多美子 | 吉永尚之 | 服部圭子   |
| 33   | 11月5日        |          | 日記的衝擊！惣一郎有女朋友？               | 島田滿              | 鈴木行     | 鈴木行   | 中嶋敦子   |
| 34   | 11月12日       |          | 戀愛必須強硬！由加里奶奶以金牙決勝負       | 小西川博            | 片山一良   | 片山一良 | 河南正昭   |
| 35   | 11月19日       |          | 追蹤大作戰！瞄準響子和五代的約會           | 小西川博            | 向後知一   | 向後知一 | 中嶋敦子   |
| 36   | 11月26日       |          | 突來的親吻風暴！朱美的失戀物語             | 伊藤和典            | 吉永尚之   | 吉永尚之 | 服部圭子   |
| 37   | 12月3日        |          | 危險的變裝大會！響子也激烈大變身           | 島田滿              | 小島多美子 | 向後知一 | 音無龍之介 |
| 38   | 12月10日       |          | 五代失戀？小津江突然接近三鷹？             | 小西川博            | 鈴木行     | 鈴木行   | 河南正昭   |
| 39   | 12月17日       |          | 戀愛以膽量決勝負！五代打工大作戰           | 伊藤和典            | 片山一良   | 片山一良 | 中嶋敦子   |
| 40   | 12月24日       |          | 令人心酸的溫柔 聖誕節是戀愛的預兆！        | 伊藤和典            | 小島多美子 | 向後知一 | 高岡希一   |
| 41   | 1987年 1月7日  |          | 對出浴的響子心動 露天溫泉的偷窺大賽        | 小西川博            | 吉永尚之   | 吉永尚之 | 河南正昭   |
| 42   | 1月14日        |          | 五代骨折！戀愛的機會在病房!!               | 伊藤和典            | 鈴木行     | 近藤英輔 | 小川博司   |
| 43   | 1月21日        |          | 戀愛的火花衝擊 五代和三鷹住院騷動          | 伊藤和典            | 向後知一   | 向後知一 | 音無龍之介 |
| 44   | 1月28日        |          | 賢太郎也嚇到臉色發青？四谷恐怖的真面目     | 伊藤和典            | 吉永尚之   | 吉永尚之 | 河南正昭   |
| 45   | 2月4日         |          | 震驚的重大宣言？響子對五代愛的告白         | 島田滿              | 望月智充   | 鈴木行   | 中嶋敦子   |
| 46   | 2月11日        |          | 響子爭奪戰！溜冰場是愛的戰場               | 伊藤和典            | 鈴木行     | 近藤英輔 | 小川博司   |
| 47   | 2月18日        |          | 響子東倒西歪！喝到爛醉發飆                 | 小西川博            | 吉永尚之   | 向後知一 | 高岡希一   |
| 48   | 2月25日        |          | 五代激動的告白！請了解我的心!!             | 小西川博            | 大賀俊二   | 鈴木行   | 河南正昭   |
| 49   | 3月4日         |          | 三鷹拼死特訓！怕狗還能談戀愛嗎             | 小西川博            | 片淵須直   | 片淵須直 | 中嶋敦子   |
| 50   | 3月11日        |          | 響子一見鍾情!? 一刻館出現奇怪的傢伙        | 伊藤和典            | 小島多美子 | 鈴木行   | 音無龍之介 |
| 51   | 3月18日        |          | 四谷也震驚不已！一刻館消失的日子？         | 小西川博            | 鈴木行     | 近藤英輔 | 小川博司   |
| 52   | 3月25日        |          | 惣一郎請原諒我！響子含淚痕的再婚宣言!!     | 伊藤和典            | 片山一良   | 片山一良 | 河南正昭   |
| 53   | 4月8日         |          | 高中女生威力爆發 對響子發出愛的宣戰佈告    | 小西川博            | 吉永尚之   | 吉永尚之 | 中島敦子   |
| 54   | 4月15日        |          | 裸體進攻！五代招架不住的誘惑作戰!!         | 小西川博            | 小島多美子 | 山口賴房 | 清水惠藏   |
| 55   | 4月22日        |          | 睡衣女孩突擊！一刻館愛情大混亂             | 高屋敷英夫          | 鈴木行     | 鈴木行   | 高岡希一   |
| 56   | 4月29日        |          | 八神的決心！絕不放棄，因為這是初戀         | 高屋敷英夫          | 大賀俊二   | 關田修   | 音無龍之介 |
| 57   | 5月6日         |          | 千金小姐登場！對三鷹教練一見鍾情           | 金子裕              | 近藤英輔   | 近藤英輔 | 小川博司   |
| 58   | 5月13日        |          | 五代還是三鷹？女人心今晚決勝負!!           | 高屋敷英夫          | 吉永尚之   | 鈴木行   | 中島敦子   |
| 59   | 5月20日        |          | 心跳不已！九條明日菜的初體驗!!             | 金子裕              | 吉永尚之   | 關田修   | 河南正昭   |
| 60   | 5月27日        |          | 看見了！響子和三鷹突然上了二壘?!           | 小西川博            | 小島多美子 | 山本智史 | 中島敦子   |
| 61   | 6月10日        |          | 五代快追上去 響子失戀的隻身之旅            | 小西川博            | 棚橋一德   | 山口賴房 | 清水惠藏   |
| 62   | 6月17日        |          | 太好了！和響子泡男女混浴 露天溫泉兩人獨處  | 高屋敷英夫          | 山本智史   | 山本智史 | 音無龍之介 |
| 63   | 6月24日        |          | 馬力全開的八神 在遺忘的的時刻到來！        | 金子裕              | 山本智史   | 鈴木行   | 中嶋敦子   |
| 64   | 7月1日         |          | 五代快輸了！高中女生的甜蜜陷阱!!           | 金子裕              | 近藤英輔   | 近藤英輔 | 小川博司   |
| 65   | 7月8日         |          | 八神慘叫！四谷的危險個人授課!!             | 小西川博            | 小島多美子 | 關田修   | 河南正昭   |
| 66   | 7月15日        |          | 八神的挑戰！我才不會輸給寡婦               | 高屋敷英夫          | 鈴木行     | 鈴木行   | 中嶋敦子   |
| 67   | 7月22日        |          | 八神也對付不了！由加里奶奶戴著金牙登場!!   | 高屋敷英夫          | 山本智史   | 山本智史 | 鈴木俊二   |
| 68   | 7月29日        |          | 鬥魂的由加里奶奶 這就是熱血業餘棒球！      | 小西川博            | 近藤英輔   | 近藤英輔 | 小川博司   |
| 69   | 8月5日         |          | 水中大混戰！五代身上可疑的吻痕!!           | 金子裕              | 山本智史   | 鈴木行   | 中嶋敦子   |
| 70   | 8月12日        |          | 再見了，奶奶！上野車站陷入宴會混亂         | 高屋敷英夫          | 小島多美子 | 茂木智里 | 河南正昭   |
| 71   | 8月19日        |          | 仲夏夜之夢？五代就要找到工作了？           | 小西川博            | 吉永尚之   | 鈴木行   | 中嶋敦子   |
| 72   | 8月26日        |          | 嬰兒誕生？五代哭笑不得的人生！             | 金子裕              | 山本智史   | 山本智史 | 鈴木俊二   |
| 73   | 9月2日         |          | 一刻館人質騷動！八神太雞婆了               | 小西川博            | 近藤英輔   | 近藤英輔 | 河南正昭   |
| 74   | 9月9日         |          | 就職戰線出現異狀！五代的再見大逆轉         | 金子裕              | 小島多美子 | 鈴木行   | 中島敦子   |
| 75   | 9月16日        |          | 專一的愛情！八神和明日菜是學不會教訓的女人 | 高屋敷英夫          | 吉永尚之   | 茂木智里 | 河南正昭   |
| 76   | 9月23日        |          | 我會等你的！響子突然的含意深深宣言         | 高屋敷英夫          | 小島多美子 | 鈴木行   | 中嶋敦子   |
| 77   | 10月14日       |          | 五代幹得好！偶爾展現男子氣概               | 小西川博 高屋敷英夫 | 山本智史   | 山本智史 | 鈴木俊二   |
| 78   | 10月21日       |          | 這是秘密！五代的打工奮鬥記!!               | 小西川博            | 吉永尚之   | 茂木智里 | 中嶋敦子   |
| 79   | 10月28日       |          | 響子對不起！含淚痕的愛妻便當？             | 金子裕 高屋敷英夫   | 小島多美子 | 近藤英輔 | 河南正昭   |
| 80   | 11月4日        |          | 五代大吃一驚！八神突然當起兔女郎           | 金子裕              | 山本智史   | 山本智史 | 中嶋敦子   |
| 81   | 11月11日       |          | 愛的執著！明日菜果然是學不乖的女人         | 高屋敷英夫          | 鈴木行     | 鈴木行   | 河南正昭   |
| 82   | 11月18日       |          | 滿分爸爸！五代的育兒故事                   | 高屋敷英夫          | 茂木智里   | 茂木智里 | 鈴木俊二   |
| 83   | 11月25日       |          | 追到橫濱 響子逃走了！                      | 小西川博            | 小島多美子 | 近藤英輔 | 河南正昭   |
| 84   | 12月2日        |          | 1000％的嫌疑 響子的緋聞之夜                | 小西川博            | 吉永尚之   | 鈴木行   | 中嶋敦子   |
| 85   | 12月9日        |          | 關鍵時刻！五代和三鷹宿命的對決             | 高屋敷英夫          | 澤井幸次   | 澤井幸次 | 河南正昭   |
| 86   | 12月16日       |          | 衝擊的一夜！明日菜的莎拉紀念日?!           | 高屋敷英夫          | 吉永尚之   | 茂木智里 | 中嶋敦子   |
| 87   | 12月23日       |          | 明日菜懷孕？三鷹驚人的結婚宣言!!           | 金子裕              | 小島多美子 | 近藤英輔 | 河南正昭   |
| 88   | 1988年 1月6日  |          | 愛再度降臨？小津江留下的接吻滋味!          | 金子裕              | 鈴木行     | 鈴木行   | 鈴木俊二   |
| 89   | 1月13日        |          | 無法結合的愛！五代和響子今天分手？         | 小西川博            | 澤井幸次   | 澤井幸次 | 中嶋敦子   |
| 90   | 1月20日        |          | 響子引退！一刻館成了遙遠的回憶？           | 小西川博            | 茂木智里   | 茂木智里 | 河南正昭   |
| 91   | 1月27日        |          | 響子愕然！朱美和五代有著意外的關係?!       | 高屋敷英夫          | 小島多美子 | 澤井幸次 | 中嶋敦子   |
| 92   | 2月3日         |          | 小津江結婚！五代的愛直到永遠?!             | 高屋敷英夫          | 鈴木行     | 鈴木行   | 鈴木俊二   |
| 93   | 2月10日        |          | 春天的預感？兩人的熾熱心情!!               | 高屋敷英夫          | 吉永尚之   | 近藤英輔 | 河南正昭   |
| 94   | 2月17日        |          | 太好了！五代決死的求婚!!                   | 小西川博            | 鈴木行     | 鈴木行   | 中嶋敦子   |
| 95   | 2月24日        |          | 啊～感動！包含於戒指中的奶奶之愛           | 金子裕              | 澤井幸次   | 澤井幸次 | 河南正昭   |
| 96   | 3月2日         |          | 只要這份愛還在！永遠的一刻館!!             | 高屋敷英夫          | 吉永尚之   | 茂木智里 | 中嶋敦子   |

## OVA、總集篇

### 相聚一刻 移動中的季節
OVA總集篇，以四季情由開始至終結將電視版重新輯錄而成，約一小時90分鐘，雖然是總集篇，但劇情編集出色，配樂也重新製作，全套就如是一套電影版本。

### 相聚一刻 回憶
以音無響子的聲優島本須美聲音回憶點滴。而這個產品是KAC的會員專售。

### 相聚一刻 番外篇 一刻島始末記
OVA漫畫單元故事，電視版播映完畢後，再動畫化作品。

## 相聚一刻 完結篇
相聚一刻動畫電影版，1988年2月6日在日本首映，片長65分鐘，故事描述五代與響子結婚的前一夜。
主題歌（完結篇）
「（中文：硝子的KISS）」
主唱：姬乃樹理香，作詞：松本隆，作曲：和泉常寬，編曲：萩田光雄
香港版主題曲
- 無線電視TVB〈相聚一刻〉（作曲：奧金寶、填詞：潘偉源、主唱：陳松伶）收錄於大碟《89'陳松齡》娛樂唱片
  - 陳松伶的主題曲在播映期間被TVB當作兒歌看待，令到不少香港動畫迷不滿和投訴，覺得動畫主題曲應與兒歌有所區別。此事在香港動畫雜誌A-club（已停刊），有數十期以上長時期的廣泛報道。
- 2000年，亞洲電視ATV再次購入香港播映權，全新配上廣東粵語播出，其中ATV自家剪輯片段配以 李蕙敏歌曲的MTV，在節目與節目廣告間經常播出。
  - 〈心跳回憶〉（詞：張美賢　曲：林子揚　編曲：黃艾倫、林子揚　主唱：李蕙敏）收錄於大碟《伴你飛》寶麗金唱片 環球

而亞洲電視於深夜再重播時，均有播出日本原裝片頭曲片尾曲。

## 真人電影
1986年10月10日在日本首映，澤井信一郎導演，久石讓作曲。與《風一般的男子》同時上映（導演、主演：松田優作）。
主要演員是公開招募，在當時也成一時佳話。另外，本片是石黑賢第一次主演。
票房收入2.5億日圓。

### 製作人員（真人電影）
- 配給：東映
- 製作：多賀英典
- 製作人：伊地智啓（日语：伊地智啓）、小島吉廣
- 導演：澤井信一郎（日语：澤井信一郎）
- 劇本：田中陽造（日语：田中陽造）
- 攝影：仙元誠三
- 照明：渡邊三雄（日语：渡辺三雄）
- 美術：桑名忠之
- 錄音：宮本久幸
- 剪輯：西東清明（日语：西東清明）
- 音樂：久石讓
- 主題歌：Gilbert O'Sullivan（英语：Gilbert O'Sullivan）「Alone Again（英语：Alone Again (Naturally)）」
- 東映=Kitty film提攜作品

### 演員（真人電影）
- 音無響子：石原真理（日语：石原真理）
- 五代裕作：石黑賢
- 四谷：伊武雅刀
- 六本木朱美：宮崎美子
- 一之瀨花枝：藤田弓子（日语：藤田弓子）
- 七尾梢：河合美智子（日语：河合美智子）
- 茶茶丸老闆：深見博（日语：深見亮介）
- 一之瀨賢太郎：中垣克麻
- 惣一郎（犬）：安傑拉（犬）
- 男：田中邦衛
- 女：萬田久子（日语：萬田久子）
- 和尚：大瀧秀治（日语：大滝秀治）
- 音無響子的父親：有島一郎（日语：有島一郎）

## 電視劇
伊東美主演，同時是該漫畫第一次被改編為電視劇，分「浪人篇」和「完結篇」總共2話。另一方面，五代裕作的演員中林大樹，是經由無演藝經驗的新人演員徵選活動所選出。七尾梢的演員有兩任，浪人篇由榮倉奈奈、完結篇由南明奈飾演。

### 演員（電視劇）
- 音無響子：伊東美
- 五代裕作：中林大樹（日语：中林大樹）（新人）
- 一之瀨花枝：岸本加世子（日语：岸本加世子）
- 四谷：岸部一德
- 六本木朱美：高橋由美子
- 三鷹瞬：澤村一樹
- 音無老人：細川俊之
- 本：橋爪遼（日语：橋爪遼）
- 七尾梢：榮倉奈奈（浪人篇）、南明奈（完結篇）
- 五代春香：森迫永依
- 茶茶丸老闆：柳澤慎吾
- 黑木小夜子：前田愛（日语：前田愛 (女優)）
- 五代裕作的父親：宇崎龍童
- 五代裕作的母親：淺野溫子
- 大學職員：蛭子能收（日语：蛭子能収）
- 導師：德井優（日语：徳井優）、大衛伊東（日语：デビット伊東）
- 卡巴萊店長：藤原喜明（日语：藤原喜明）
- 五代裕作的姊姊：石橋奈美（日语：石橋奈美）
- 五代裕作的義兄：山本浩司（日语：山本浩司 (俳優)）
- 一之瀨花枝的丈夫：志賀廣太郎（日语：志賀廣太郎）
- 一之瀨賢太郎：中曾根康太、新堀蓮、松川真之介

### 製作人員（電視劇）
- 編劇：岡田惠和
- 導演：本木克英（日语：本木克英）（浪人篇）
赤羽博（日语：赤羽博）（完結篇）
- 音樂：周防義和（日语：周防義和）
- 片尾主題曲：松任谷由實「好想守護你（日语：守ってあげたい）」
- 選曲：石井和之（日语：石井和之）
- 企劃協力：小學館·Big Comic Spirits
- VFX、CG、技術協力：Omnibus Japan（日语：オムニバス・ジャパン）
- 製作統括：早河洋（日语：早河洋）
- 總製作人：五十嵐文郎（日语：五十嵐文郎）
- 製作人：內山聖子、岡田寧（日语：岡田寧）
- 製作：朝日電視台、東北新社CREATE

### 放送局
- 第一回「浪人篇」
  - 朝日電視網系列24局，2007年5月12日在『週六WIDE劇場（日语：土曜ワイド劇場）』時段首播。
  - 福井放送（日本電視網系列、朝日電視網系列聯播局），2007年10月21日首播。
  - 山陰放送（TBS系列），2007年8月15日首播。
- 第二回「完結篇」
  - 朝日電視網系列24局，2008年7月26日於『週六WIDE劇場』時段首播。
  - 山梨放送（日本電視網系列）於2008年12月31日首播。

※收視率：「浪人篇」12.1%、「完結篇」8.0%（關東地區Video Research社的調查）

## 遊戲作品

### 桌上遊戲
相聚一刻 ～戀愛輪盤
相聚一刻 ～一刻館的白天與夜晚
兩款桌上遊戲都在1980年代中期發售。

### 柏青哥、柏青嫂
柏青哥（平和發行）
- CRA相聚一刻9AW（2010年1月4日）
- CR相聚一刻H4AX（2010年1月12日）
- CR相聚一刻～樱花树下～ HOAX（2012年1月3日）
- CR相聚一刻～樱花树下～ 9AU（2012年1月23日）
- CR相聚一刻～明明这么喜欢你…～299ver.（2014年11月17日）
- CR相聚一刻～明明这么喜欢你…～392ver.（2014年11月17日）
- CR相聚一刻～明明这么喜欢你…～99ver.（2015年3月2日）
- CR相聚一刻〜约定〜（2017年8月21日）
- CR相聚一刻〜约定〜 99ver.（2018年6月4日）
- P相聚一刻～Wedding Story～（2021年7月预定导入）

柏青嫂（OLYMPIA發行）
- 相聚一刻（2006年11月27日）
- 相聚一刻 能与你相遇，真是太好了（2009年8月24日）
- 相聚一刻 夏色之风（2012年7月2日）
- 相聚一刻 樱花树下（2016年5月30日）

### 街機遊戲
- 三國志大戰

- 「魂之管理人」大喬（計略名「與你相遇，真是太好了」）
- 以相聚一刻女主角音無響子為原型在Ver3.59登場，並有將原作元素的設定套用在遊戲中。

## 外部連結

### 漫畫相關
- 相聚一刻小事典 （页面存档备份，存于） - 的復刻與關於 （日語）
- 相聚一刻用語集 （日語）
- Kyoko.org （页面存档备份，存于） （英文）
- Rumiko No Sekai Maison Ikkoku section （法文）

### 真人電視劇相關
- 相聚一刻 - allcinema （日語）
- 相聚一刻 （页面存档备份，存于） - KINENOTE （日語）
- 朝日電視台電視劇官方網站 （日語）
- 電視劇特輯 相聚一刻(2007) - allcinema （日語）
- 電視劇特輯 相聚一刻(2008) - allcinema （日語）

### 動畫相關
- 東京都會電視台（TOKYO MX）節目介紹官網 （页面存档备份，存于） （日語）
- 相聚一刻 - allcinema （日語）
- 相聚一刻 完結篇 - allcinema （日語）
- 相聚一刻 （页面存档备份，存于） - KINENOTE （日語）
- 相聚一刻 完結篇 （页面存档备份，存于） - Movie Walker（日语：Movie Walker） （日語）
- 相聚一刻 完結篇 （页面存档备份，存于） - 電影.com（日语：映画.com） （日語）
- 相聚一刻 移動中的季節 - allcinema （日語）
- 相聚一刻番外篇 一刻島始末記 - allcinema （日語）
- Kitty lights & entertainment動畫版網站 （日語）
- Life at Maison Ikkoku （页面存档备份，存于） （英文）